# Exocora
Exocora är ett släkte av spindlar. Exocora ingår i familjen täckvävarspindlar.
Kladogram enligt Catalogue of Life:
| Exocora | \| \| Exocora pallida \| \| \| \| \| \| Exocora proba \| \| \| \| |
|         | \| \| Exocora pallida \| \| \| \| \| \| Exocora proba \| \| \| \| |
|         | Exocora pallida                                                   |
|         |                                                                   |
|         | Exocora proba                                                     |
|         |                                                                   |